# Advanced Message Queuing Protocol
Advanced Message Queuing Protocol (AMQP) – otwarty standard protokołu warstwy aplikacji dla oprogramowania pośredniczącego zorientowanego komunikatowo. Cechy określające AMQP to zorientowanie komunikatowe, kolejkowanie, trasowanie, niezawodność i bezpieczeństwo.
AMQP określa zachowanie usługi oraz klienta komunikacji w stopniu, który powoduje, że implementacje różnych dostawców są interoperacyjne, w taki sam sposób jak SMTP, HTTP, FTP i tym podobne stworzyły interoperacyjne systemy. Poprzednie standaryzacje oprogramowania pośredniczącego działy się na poziomie API (np. Java Message Service) i skupiały się na standaryzowaniu interakcji programisty z różnymi implementacjami, zamiast dostarczaniu interoperacyjności między wieloma implementacjami. W przeciwieństwie do JMS, które określa API i zestaw zachowań, które implementacja komunikacji musi dostarczyć, AMQP jest protokołem „poziomu kabla”. Protokół „poziomu kabla” to określenie na format danych, który jest wysyłany w sieci jako strumień bajtów. W konsekwencji każde narzędzie, które może tworzyć i interpretować komunikaty, które spełniają ten format danych, może współpracować z każdym zgodnym narzędziem niezależnie od języka implementacji.